# Іполіто Рамос
Іполіто Рамос Мартінес (ісп. Hipólito Ramos Martínez, 30 січня 1956) — кубинський боксер, призер Олімпійських ігор.

## Аматорська кар'єра
1980 року став чемпіоном Куби.
На Олімпійських іграх 1980 завоював срібну медаль.
- В 1/8 фіналу переміг Фаріда Салман Махді (Ірак) — 5-0
- У чвертьфіналі переміг Дьордя Гедо (Угорщина) — 5-0
- У півфіналі переміг Івайло Марінова (Болгарія) — 4-1
- У фіналі програв Шамілю Сабірову (СРСР) — 2-3

На Кубку світу 1981 переміг Шаміля Сабірова (СРСР), програв у другому бою Івайло Марінову (Болгарія) і отримав бронзову медаль.